# 에어 오스트라바

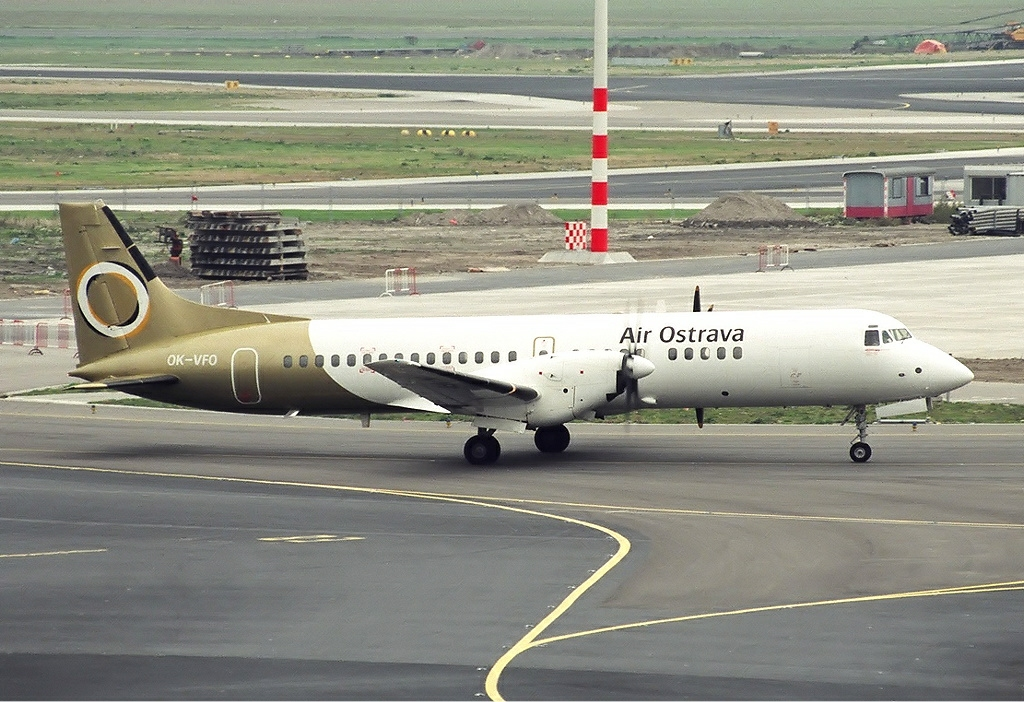
에어 오스트라바 항공기

에어 오스트라바(체코어: Air Ostrava)는 체코에 존재했던 항공사다. 1993년에 설립되었으며 2000년에 파산하여 운항을 중단하였다.

## 목적지
- 프라하 - 프라하 바츨라프 하벨 국제공항
- 빈 - 빈 국제공항
- 뉘른베르크 - 뉘른베르크 공항
- 베로나 - 베로나 공항
- 암스테르담 - 스히폴 국제공항
- 오스트라바 - 레오스 야나체크 공항
- 베를린 - 베를린 테겔 국제공항
- 하노버 - 하노버 공항
- 류블랴나 - 류블랴나 요제 푸치니크 공항

## 참고
- https://rejstrik.penize.cz/60778920-air-ostrava-spol-s-r-o 보관됨 2019-12-30 - 웨이백 머신
- https://m.planespotters.net/airline/Air-Ostrava